# لیک سانگ
لیک سانگ (انگلیسی: Lik Sang) شرکت بازی ویدئویی هنگ کنگی است، که در سال ۱۹۹۸ تأسیس شد.